# Bitch (Meredith Brooks)
Bitch (soms bekend als Nothing In Between of Bitch (Nothing In Between)) is een nummer van de Amerikaanse zangeres Meredith Brooks. Ze schreef het nummer samen met Shelly Peiken en Geza X nam de productie voor zijn rekening. In maart 1997 werd het uitgebracht als leadsingle van het tweede studioalbum van de zangeres, Blurring the Edges.

## Achtergrond
Brooks schreef het nummer samen met Peiken, die initieel op het idee voor het nummer was gekomen. De tekst kwam voort uit gevoelens van frustratie over haar stagnerende muziekcarrière. Haar frustratie schreef ze van zich af: "Mijn gedachte vlak voor dit alles was: 'Ik haat de wereld vandaag.' Dat werd de eerste regel. Dus ik dacht meteen aan een artiest die ik onlangs had geïntroduceerd, Meredith. Ze had veel lef, en ik wist dat ze zich in dit idee kon vinden. Dus belde ik haar en vertelde haar over de titel van mijn nummer, en we dachten: 'Gaat dit werken? Gaan ze het draaien?' En we zeiden: 'Daar gaan we niet over nadenken. We gaan het gewoon schrijven, omdat we dat zo voelen.'
Capitol Records was huiverig om het nummer als leadsingle voor het nieuwe album uit te brengen vanwege de expliciete titel en tekst. Het label was bang dat deze een negatieve invloed zouden hebben op de commerciële prestaties van het nummer. Peiken zei later dat Capitol een gecensureerde versie van Bitch wilde uitbrengen, maar zij en Brooks wisten de leiding ervan te overtuigen om voor de originele versie te kiezen.

## Hitnoteringen en prijzen
Bitch bereikte de tweede plek van de hitlijsten van Australië en Canada, waar MMMBop van Hanson het van de eerste plek hield. In de Billboard Hot 100 stond het tweede achter I'll Be Missing You van Puff Daddy en Faith Evans. Ook in IJsland, Nieuw-Zeeland, Noorwegen, Oostenrijk, Vlaanderen, Schotland, het Verenigd Koninkrijk en Zwitserland bereikte het de top tien. In de Nederlandse Top 40 stond het twaalf weken genoteerd en als hoogste notering stond het drie weken op rij op de twaalfde plek.
Tijdens de Grammy Awards van 1998 werd het nummer genomineerd voor twee prijzen, namelijk Best Female Rock Vocal Performance en Best Rock Song. Beide werden niet gewonnen, want respectievelijk Criminal van Fiona Apple en One Headlight van The Wallflowers gingen er met de prijzen vandoor.

### Nederlandse Top 40
| Hitnotering: 02-08-1997 t/m 18-10-1997 | Hitnotering: 02-08-1997 t/m 18-10-1997 | Hitnotering: 02-08-1997 t/m 18-10-1997 | Hitnotering: 02-08-1997 t/m 18-10-1997 | Hitnotering: 02-08-1997 t/m 18-10-1997 | Hitnotering: 02-08-1997 t/m 18-10-1997 | Hitnotering: 02-08-1997 t/m 18-10-1997 | Hitnotering: 02-08-1997 t/m 18-10-1997 | Hitnotering: 02-08-1997 t/m 18-10-1997 | Hitnotering: 02-08-1997 t/m 18-10-1997 | Hitnotering: 02-08-1997 t/m 18-10-1997 | Hitnotering: 02-08-1997 t/m 18-10-1997 | Hitnotering: 02-08-1997 t/m 18-10-1997 | Hitnotering: 02-08-1997 t/m 18-10-1997 |
| Week:                                  | 1                                      | 2                                      | 3                                      | 4                                      | 5                                      | 6                                      | 7                                      | 8                                      | 9                                      | 10                                     | 11                                     | 12                                     |                                        |
| -------------------------------------- | -------------------------------------- | -------------------------------------- | -------------------------------------- | -------------------------------------- | -------------------------------------- | -------------------------------------- | -------------------------------------- | -------------------------------------- | -------------------------------------- | -------------------------------------- | -------------------------------------- | -------------------------------------- | -------------------------------------- |
| Positie:                               | 29                                     | 20                                     | 15                                     | 12                                     | 12                                     | 12                                     | 22                                     | 22                                     | 25                                     | 34                                     | 34                                     | 35                                     | uit                                    |